# Kimmo Rintanen
Kimmo Taneli Rintanen (ur. 7 sierpnia 1973 w Rauma) – były fiński hokeista, reprezentant Finlandii, olimpijczyk. Trener hokejowy.

## Kariera
- Lukko U20 (1990-1994)
- Lukko (1990-1994)
- TPS (1994-1998)
- Jokerit (1998-1999)
- TPS (1999-2001)
- Kloten Flyers (2001-2011)
- HC Lugano (2011-2012)

Wieloletni zawodnik w lidze fińskiej SM-liiga i w szwajcarskich rozgrywkach NLA. Zakończył karierę po sezonie National League A (2011/2012).
Uczestniczył w turniejach zimowych igrzysk olimpijskich 1998 oraz mistrzostw świata w 1998, 1999, 2000, 2001, 2002, 2003, 2004.

## Kariera trenerska
- Kloten Flyers (2012-2014), asystent trenera
- TPS (2015-), asystent trenera

Po zakończeniu kariery zawodniczej został trenerem w klubie Kloten. W grudniu 2014 został stamtąd zwolniony. Następnie został asystentem w sztabie TPS.

## Sukcesy
Reprezentacyjne
- Brązowy medal mistrzostw Europy juniorów do lat 18: 1991
- Brązowy medal zimowych igrzysk olimpijskich: 1998
- Srebrny medal mistrzostw świata: 1998, 1999, 2001
- Brązowy medal mistrzostw świata: 2000

Klubowe
- Brązowy medal mistrzostw Finlandii: 1994 z Lukko
- Złoty medal mistrzostw Finlandii: 1995, 2000, 2001 z TPS
- Srebrny medal mistrzostw Finlandii: 1996, 1997 z TPS
- Mistrzostwo Europejskiej Hokejowej Ligi: 1997 z TPS
- Srebrny medal mistrzostw Szwajcarii: 2009, 2011 z Kloten

Indywidualne
- SM-liiga 1996/1997:
  - Najlepszy zawodnik miesiąca - grudzień 1996
  - Trofeum Raimo Kilpiö - nagroda dla najuczciwszego zawodnika
  - Kultainen kypärä (Złoty Kask) - najlepszy zawodnik sezonu
  - Skład gwiazd
- SM-liiga 1997/1998:
  - Trofeum Raimo Kilpiö - nagroda dla najuczciwszego zawodnika
- SM-liiga 1999/2000:
  - Drugie miejsce w klasyfikacji asystentów w sezonie zasadniczym: 44 asyst
  - Szóste miejsce w klasyfikacji kanadyjskiej w sezonie zasadniczym: 62 punkty
  - Trofeum Raimo Kilpiö - nagroda dla najuczciwszego zawodnika
  - Skład gwiazd
- SM-liiga 2000/2001:
  - Najlepszy zawodnik miesiąca - październik 2000
  - Piąte miejsce w klasyfikacji kanadyjskiej w sezonie zasadniczym: 56 punktów
  - Trofeum Raimo Kilpiö - nagroda dla najuczciwszego zawodnika (rekord w liczbie wyróżnień)
  - Kultainen kypärä (Złoty Kask) - najlepszy zawodnik sezonu
- NLA 2008/2009:
  - Najbardziej Wartościowy Zawodnik (MVP)
  - Skład gwiazd